# Віза F

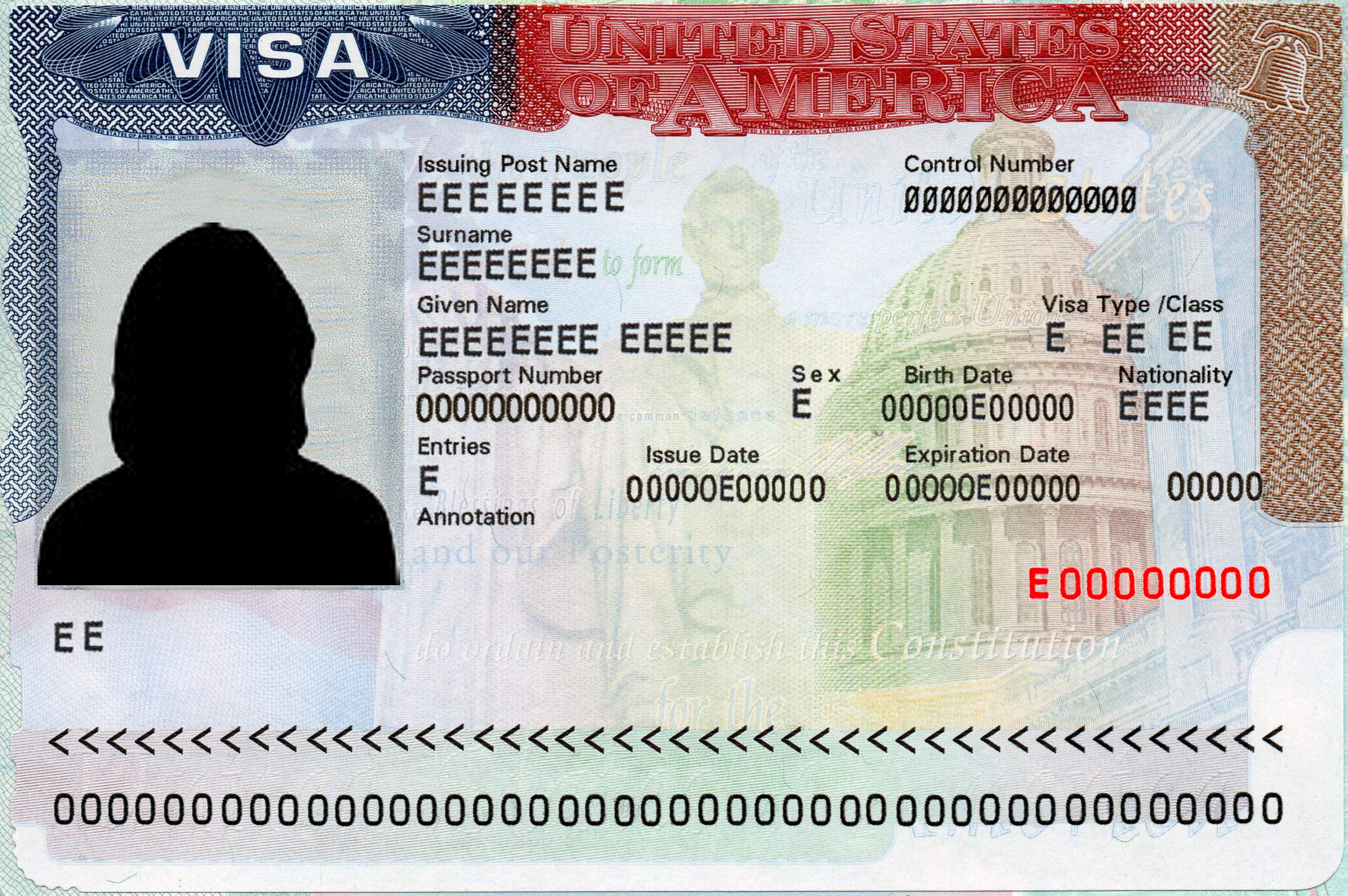
Візуальний вигляд візи США станом на 2013 рік

Віза F-1 — віза США, що видається іноземним громадянам в одному з дипломатичних представництв США, які вирушають до США для проходження академічного навчання. Для чоловіка або дружини, та/або дітей власника візи F-1, передбачені візи F-2. Візи F-3 видаються громадянам Мексики та Канади, які щотижня перетинають кордон з США з метою здобуття освіти. На відміну від F-1, F-3 не надає можливості працювати на території кампусу навчального закладу.

## Процедура оформлення візи
Аплікант має право звертатися за візою F-1 завчасно, проте термін видачі студентської візи становить 120 днів до початку навчання. Іноземні громадяни спочатку звертаються навчальний заклад в США, в якому вони бажають навчатися. Одним з основних вимог для початку навчання зазвичай є здача іспиту TOEFL на знання англійської мови. Навчальний заклад видає форму I-20, яка необхідна для отримання F-1 візи. У посольстві студент повинен довести, що має достатнє фінансове забезпечення для покриття в цілому всіх видатків протягом періоду планованого навчання. Протягом кожного наступного року навчання належне фінансування також повинно бути забезпечене з одного або декількох інших конкретно визначених надійних джерел фінансування.

### Необхідні документи
В Україні питанням видачі туристичних віз до США займається Посольство США в місті Києві. Громадяни України повинні підготувати такі документи та пройти візову співбесіду:
- Форма I-20 (оригінал та копія);
- Анкета DS-160 (онлайн реєстрація) для отримання неімміграційної візи;[2]
- Квитанція про оплату SEVIS збору.

## Права та обов'язки
Після закінчення повного курсу навчання, як зазначено у формі I-20, іноземному громадянину дозволяється перебувати в США протягом 60 днів для підготовки до виїзду із США або переходу до іншого навчального закладу. Під час навчання деякі міжнародні студенти мають право працювати на території кампусу навчального закладу.
Випускники з візою F-1 отримують право на проходження практики в компаніях США терміном до 1 року. В залежності від спеціалізації термін практики може бути збільшений додатково на 24 місяці, для студентів, що отримали дипломи у сферах науки, технології, інженерії та математики (у деяких джерелах використовується скорочення: англ. STEM degrees).
Власникам віз F-2 заборонена будь-які форми зайнятості на ринку праці. Однак, неповнолітні діти власника візи F-1 можуть навчатися в школах США.